# Ford C-Series
Ford C-Series — це ряд вантажівок, які компанія Ford виробляла між 1957 і 1990 роками. Перша вантажівка з кабіною над двигуном (COE), випущена компанією Ford із кабіною, що нахиляється, серія C замінила варіант COE серії C. F-серія, що випускається з 1948 року. Виробляється як вантажівка з прямим/жорстким кріпленням, так і як тягач, випускається широкий спектр версій серії C, починаючи від класу 5 до класу 8 GVWR. Серія C також була покладена в основу виробництва пожежної техніки.